# Рассадин, Виктор Сергеевич
Виктор Сергеевич Рассадин (7 ноября 1993 года) — российский и таджикский борец вольного стиля, чемпион летних олимпийских игр и неоднократный чемпион чемпионатов России, обладатель Кубка мира. Мастер спорта России международного класса (2016).

## Биография
Родился 7 ноября 1993 года в городе Среднеколымске Республики Саха (Якутия). Когда Виктору было 6 лет во время пожара погиб отец, его мама тяжело переживала эту утрату. Позже не стало и мамы. Виктора вместе с братом взяла к себе бабушка на воспитание. В детстве ходил на секцию бокса. Впервые на борцовский ковер вступил в 11 лет вслед за младшим братом. Первым тренером был Михаил Захарович Аянитов. После окончания 6-го класса Виктор с братом уехали учиться в спортивную школу-интернат Усть-Алданского района, где начали тренироваться у Ивана Ивановича Дмитриева. В 2008 году стал студентом УОР города Якутска.

## Спортивная карьера
Первым серьёзным успехом стало серебро чемпионата России 2008 года среди юношей, в том же году Виктор стал победителем международных спортивных игр «Дети Азии». После этих успешных выступлений его пригласили в училище олимпийского резерва имени Р. М. Дмитриева в Якутск.
В 2014 году на чемпионате России в Якутске впервые заявил о себе на взрослом уровне, заняв 3 место в весе до 57 кг. Его атакующий стиль ведения борьбы очень понравился зрителям, и о нём заговорили как о будущей звезде якутской борьбы. Через два года Виктор на предолимпийском чемпионате России 2016 года занял второе место в неолимпийском весе до 61 кг, уступив в финале своему земляку Егору Пономареву. В этом же году победил на чемпионате России и мира среди студентов.
В 2017 году завоевал бронзовую медаль на международном турнире Голден гран-при «Иван Ярыгин», проиграв в полуфинале будущему победителю турнира, бронзовому призёру чемпионата мира 2016 года Ахмеду Чакаеву. На чемпионате России в Назрани второй год подряд вышел в финал, где встретился с Гаджимурадом Рашидовым из Дагестана, который до финала побеждал всех своих соперников досрочно. В финале Рассадин, ведя в счете 3:1, на последних секундах досадно отдал 2 балла и при равном счете баллов 3-3 проиграл по последнему действию соперника.
 
В декабре 2023 года получил спортивное гражданство Таджикистана. В начале февраля 2024 года стал чемпионом Таджикистана. 12 апреля 2024 года в Бишкеке, уступив в финале японцу Коте Такахаси, стал серебряным призёром чемпионата Азии.

В марте 2025 года в Аммане, уступив в финале кыргызскому борцу Эрназару Акматалиеву, стал серебряным призёром чемпионата Азии в весовой категории до 70 кг.

## Достижения
- Чемпионат России среди юношей — серебро (2008);
- IV Международные игры «Дети Азии» — золото (2008);
- Чемпионат России — бронза (2014, 2022), серебро (2016, 2017);
- Голден Гран-при «Иван Ярыгин» — бронза (2017);
- Международный турнир им. Д. П. Коркина — золото (2014, 2015, 2017, 2018), серебро (2016);
- Кубок мира — серебро, в команде (2016);
- Чемпионат мира среди студентов — золото (2016);
- Кубок Европейских наций — золото (2017);
- Кубок мира — золото, в команде (2019);
- Гран-при «Иван Ярыгин» — серебро (2021);
- Гран-при «Иван Ярыгин» — золото (2022).